# Louis Garneau

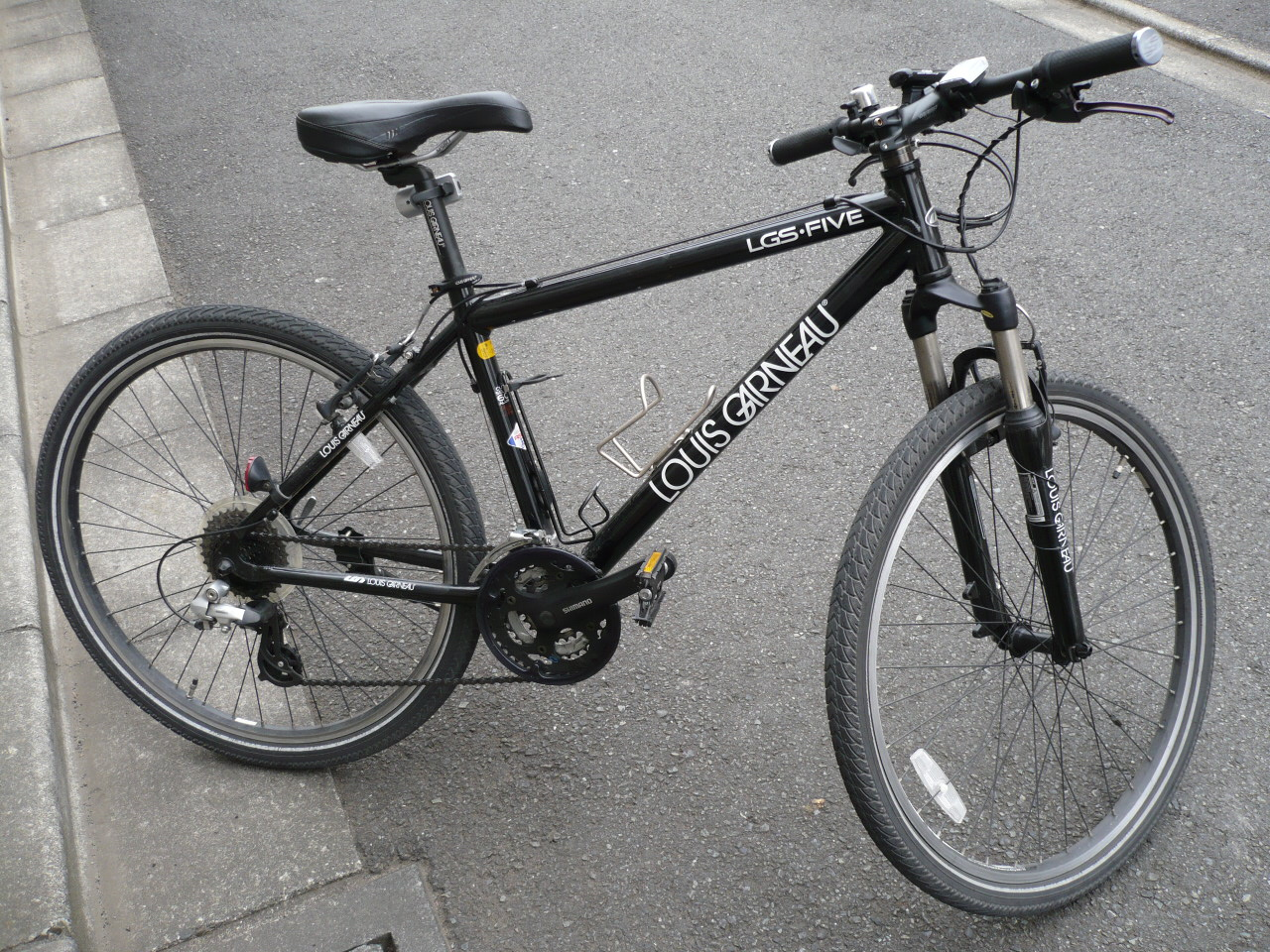
Bike (Bicicleta), usada para locomoção de pessoas

Louis Garneau (nascido em 9 de agosto de 1958) é um ex-ciclista canadense. Em Los Angeles 1984 ele competiu na prova de estrada individual e terminou em trigésimo terceiro lugar.